# Berestove, Berdeansk
Berestove (în ucraineană Берестове) este localitatea de reședință a comunei Berestove din raionul Berdeansk, regiunea Zaporijjea, Ucraina. În secolul al XIX-lea, satul făcea parte din volostul Berestove, uezdul Berdeansk, guberniei Taurida.

## Demografie
Componența lingvistică a localității Berestove
     Ucraineană (93,35%)
     Rusă (6,12%)
     Alte limbi (0,29%)
Conform recensământului din 2001, majoritatea populației localității Berestove era vorbitoare de ucraineană (93,35%), existând în minoritate și vorbitori de rusă (6,12%).